# Патомський кратер

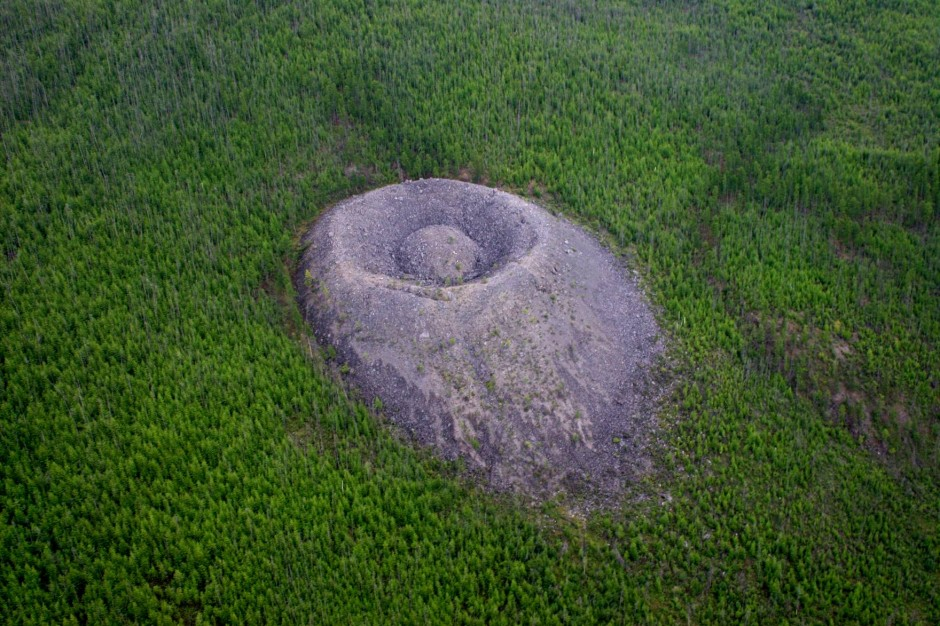

Патомський кратер — конус із роздроблених вапнякових брил на схилі гори Патомського нагір'я в Бодайбинському районі Іркутської області Росії, за 350 км від районного центру Бодайбо. Діаметр конуса 160 м, висота 40 м, висота центрального малого конуса — 15 м. Виявлений 1949 року радянським геологом Вадимом Вікторовичем Колпаковим.

## Назва
Серед місцевого населення кратер має назву «Гніздо вогняного орла». Кратер відомий також під назвами «Конус Колпакова», «Джебульдинський кратер», «Явальдинський кратер».

## Опис
Патомський кратер, унікальний за своїми характеристиками геологічний об'єкт, являє собою кільцеву структуру (76 м у діаметрі) центрального типу з насипним конусом висотою 40 м, складений вапняками та іншими гірськими породами (пісковиками, метаморфізованими сланцями, польовошпат-карбонатними і кварцовими жилами). Сам кратер розташований серед теригенно-карбонатних порід маріїнської свити протерозою. Конус увінчується пласкою вершиною, яка являє собою кільцевий вал. У центрі воронки гірка висотою до 12 м. Загальний об'єм конуса оцінюється у 230—250 тис. м³, маса — близько 1 млн тонн.
Кільцева структура з чітко вираженою зональністю відзеркалює послідовне утворення його головних структурних елементів:
1. зовнішній схил конуса,
2. кільцевий вал,
3. кільцевий рів,
4. центральна гірка.

Під час картування кратера встановлено, що найбільш піднесена його частина — кільцевий вал — розділена неглибоким зниженням у рельєфі на дві частини. На ранньому етапі утворився внутрішній вал, складений сильно вивітреними сірими вапняками. Серед цих вапняків зустрічаються поодинокі брили метаморфізованих сланців і пісковиків, часто кварцитовидих. На них ростуть окремі модрини. Зовнішній, більш молодий, кільцевий вал складний темно-сірими масивними кристалічними вапняками, що слабо зазнали процесів вивітрювання, і на ньому модрини відсутні. Становлення Патомського кратера, мабуть, завершилося формуванням центральної гірки, яка в районі її вершини представлена масивними кристалічними вапняками, мінімально заторкнута процесами вивітрювання.

## Дослідження
Уперше кратер був виявлений під час геологічного картографування Патомського нагір'я 1949 року радянським геологом Вадимом Вікторовичем Колпаковим.
У 1963 році комісія з метеоритів Сибірського відділення АН СРСР направила на Патомський кратер експедицію, яка виконала ряд цікавих комплексних досліджень.
2006 року до кратера була здійснена наукова експедиція Санкт-Петербурзького інституту геохімії РАН, що здійснила гравіметричні, геоелектричні вимірювання, зробила відбір гірських порід.
У період 2005-2010 років було зроблено кілька спільних експедицій на Патомський кратер з ініціативи газети «Комсомольська правда» і голови Ради Федерації Росії С. М. Миронова.
2010 року в Санкт-Петербурзькому державному гірничому інституті була проведена науково-практична конференція з проблеми Патомського кратера, на якій всі експерти відкинули метеоритну гіпотезу.

## Генезис
Геолого-геохімічні дослідження в складі комплексних експедицій 2006, 2008 і 2010 років свідчать про ендогенні причини утворення кратера, які, очевидно, пов'язані з розвитком глибинного магматичного процесу з надходженням глибинного потоку газових і флюїдних компонентів.
Встановлено, що еруптивний матеріал у вигляді брил пісковиків і сланців серед вапняків, виведений на сучасну поверхню, був інтенсивно карбонатизований. У результаті в теригенних породах утворилась мінеральна асоціація карбонатних мінералів: кальцит, сидерит, анкерит, флюорит. Виявлення в межах кратера окремих брил теригенних порід з аномальними геохімічними характеристиками дає можливість припускати існування на глибині субвулканічного магматичного тіла, яке визначило речовинні особливості гірських порід Патомського кратера.

### Оцінка віку
Оскільки вік кратера має принципове значення, 2008 року В. І. Воронін із Сибірського інституту фізіології і біохімії рослин Сибірського відділення РАН зробив масовий відбір спилів найбільш солідних за віком модрин як за декілька метрів від зовнішнього осипу кратера, так і на схилах кратера. У результаті дендрохронологічного аналізу обґрунтований висновок, що близько 500 років тому в процесі формування насипного конуса і активного зрушення ґрунту стався масовий вивал дерев і з'явилося нове покоління модрин із віком 400—480 років. Таким чином, період утворення кратера можна віднести до кінця XV — початку XVI століть.
На зовнішньому осипу кратера і ранньому кільцевому валу найстаріші дерева з'явилися приблизно 250—300 років тому. Досліджувані дерева зафіксували у власних річних кільцях катастрофічну подію 1841—1842 років, що викликало різні пошкодження. Можна припустити, що час утворення пізнього кільцевого валу припадає на ці роки. Цілком обґрунтованим є висновок, що до цього часу був вже сформований ранній кільцевий вал кратера, на породах якого виросло дерево з віком 236 років. Оскільки на центральній гірці дерева значно молодше (71 рік), цілком логічно припустити, що вона завершувала повне формування насипного конуса.
Підтверджується висновок геологів, що кратер формувався протягом тривалого часу, і окремі катастрофічні події, пов'язані з різними етапами ендогенної активності й становлення кратера, зафіксовані дендрохронологією.

### Метеоритна гіпотеза
Передбачувана раніше першовідкривачем Вадимом Колпаковим, а пізніше й геологом Олександром Портоновим, метеоритна гіпотеза походження Патомського кратера не підтверджується проведеними комплексними дослідженнями. Згідно з метеоритною гіпотезою, конус мав утворитися під час зіткнення із Землею надщільного метеорита на швидкості 1,5 км/с. Інші версії пов'язували його з одним з уламків Тунгуського метеорита.